# Bonnie Roupé

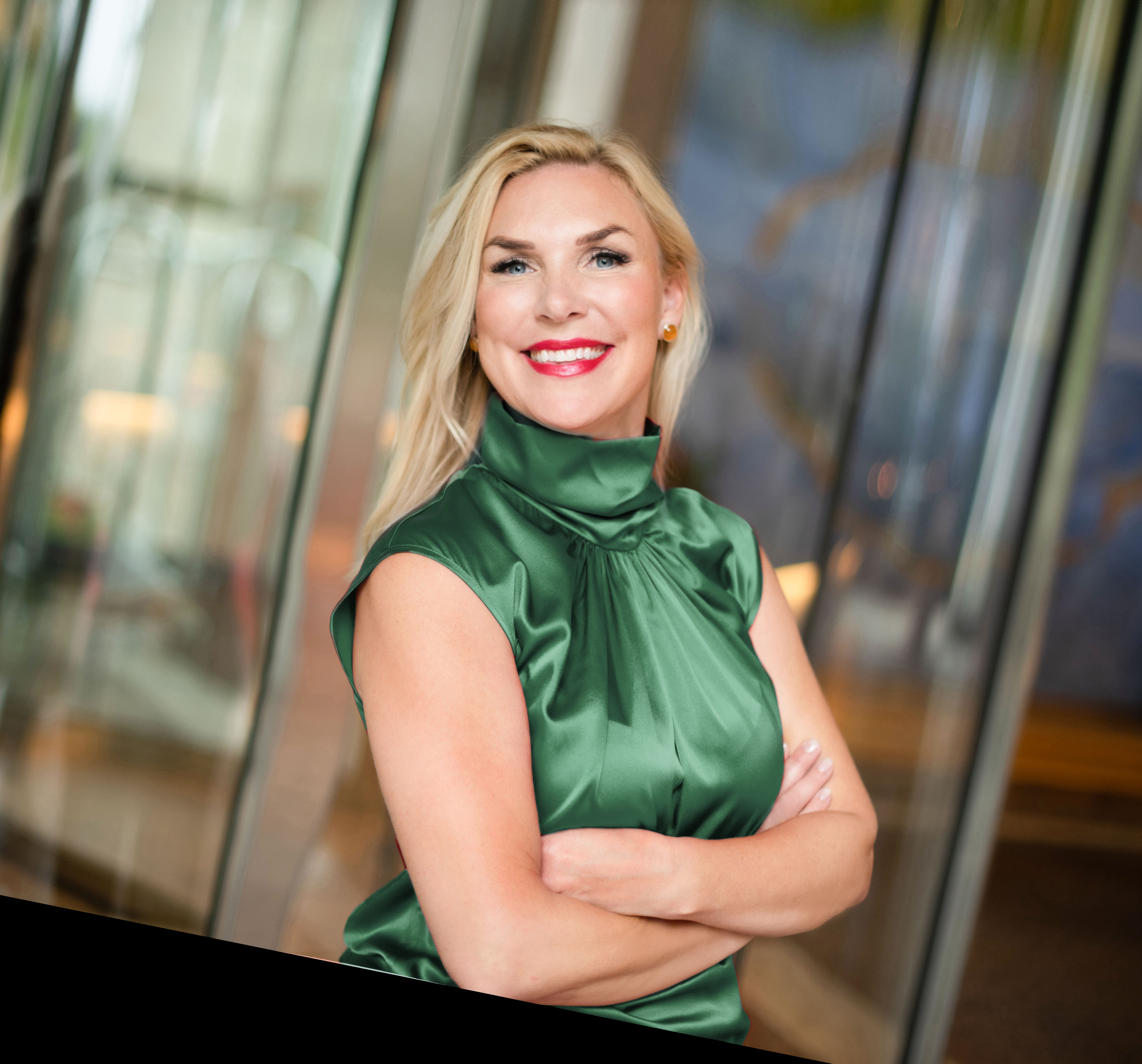
Bonnie Roupé pressbild

Bonnie Roupé, född 1976, är en svensk entreprenör och civilekonom . Bonnie Roupé grundade Bonzun 2012 ett av de första bolagen inom DTx (digital therapeutics). Bonnie är journalist och grundade det svenska förlaget Red Tee 2004 som köptes av det svenska golfförbundet 2007. Hon har korsat Nordatlanten, Ishavet och Polhavet med segelbåt. 2002 seglade hon från Grönland till USA med en 47,7 fots segelbåt. Bonzun  börsnoterades 2021 på Stockholm Nasdaq First North Growth market 2021 via ett  omvänt förvärv vilket gjorde  Bonnie Roupé till den första kvinnliga entreprenören i Europa att börsnotera sitt bolag ensam.
2005 utsågs hon till årets mest lovande entreprenör av Affärsvärlden och 2012 till Supertalang av Veckans affärer . Hon tilldelades Innovation Against Poverty av SIDA 2012 för Bonzuns arbete med att sprida sjukvårdsinformation till landsbygden i Kina.  Bonzun ger 15-20 miljoner invånare i 35 av Kinas 35 fattigaste distrikt tillgång till internet och kvalificerad mödravårdsinformation. Bonnie Roupé är en pionjär inom mobil hälsa och lanserade redan 2014 en innovation i form av en app för blodtester som lanserades tillsammans med Kinas största statliga sjukhus, Pekings obstetrik- och gynekologisjukhus.  2015 lanserades hennes virtuella barnmorska, Kexuema i Kina, där den redan efter två år fick över 2 miljoner nedladdningar. 2017 lanserades den i Sverige under namnet "Min graviditet" och såldes senare till medieföretaget Life of Svea där den bytte namn till Belly. Hon var listad bland Sveriges mäktigaste kvinnor år 2016, 2017, 2018 och 2019 utsågs hon till årets entreprenör av Tillväxtverket. 2023 listades hon av Dagens Industri  som en av Sveriges viktigaste kvinnliga entreprenörer. 